# العلاقات الإريترية الإيطالية
العلاقات الإريترية الإيطالية هي العلاقات الثنائية التي تجمع بين إريتريا وإيطاليا.

## مقارنة بين البلدين
هذه مقارنة عامة ومرجعية للدولتين:
| وجه المقارنة                                              | إريتريا                                      | إيطاليا                                                  |
| --------------------------------------------------------- | -------------------------------------------- | -------------------------------------------------------- |
| المساحة (كم2)                                             | 117.60 ألف                                   | 301.34 ألف                                               |
| عدد السكان (نسمة)                                         | 6.33 مليون                                   | 60.60 مليون                                              |
| الكثافة السكانية (ن./كم²)                                 | 53.83                                        | 201.1                                                    |
| العاصمة                                                   | أسمرة                                        | روما، فلورنسا، تورينو                                    |
| اللغة الرسمية                                             | اللغة التغرينية، اللغة العربية، لغة إنجليزية | اللغة الإيطالية                                          |
| العملة                                                    | ناكفا                                        | يورو، ليرة إيطالية                                       |
| الناتج المحلي الإجمالي (بليون دولار)                      | 2.61 مليار                                   | 1.93 تريليون                                             |
| الناتج المحلي الإجمالي (تعادل القوة الشرائية) بليون دولار |                                              | 2.26 تريليون                                             |
| الناتج المحلي الإجمالي الاسمي للفرد دولار أمريكي          |                                              | 29.96 ألف                                                |
| الناتج المحلي الإجمالي للفرد دولار أمريكي                 |                                              | 35.46 ألف                                                |
| مؤشر التنمية البشرية                                      | 0.391                                        | 0.873                                                    |
| رمز المكالمات الدولي                                      | +291                                         | +39                                                      |
| رمز الإنترنت                                              | .er                                          | .it                                                      |
| المنطقة الزمنية                                           | ت ع م+03:00                                  | توقيت وسط أوروبا، ت ع م+01:00، ت ع م+02:00، أوروبا/روما ‏ |

## مدن متوأمة
في ما يلي قائمة باتفاقيات التوأمة بين مدن إريترية وإيطالية:
- ترتبط أسمرة مع فلورنسا باتفاقية توأمة.
- ترتبط نقفا [الإنجليزية]‏ مع بوستو أرسيتسيو باتفاقية توأمة.

## منظمات دولية مشتركة
يشترك البلدان في عضوية مجموعة من المنظمات الدولية، منها:
| علم المنظمة | اسم المنظمة                        | تاريخ انضمام إريتريا | تاريخ انضمام إيطاليا |
| ----------- | ---------------------------------- | -------------------- | -------------------- |
|             | مؤسسة التمويل الدولية              | 11 أكتوبر 1995       | 27 ديسمبر 1956       |
|             | منظمة حظر الأسلحة الكيميائية       | ?                    | ?                    |
|             | البنك الإفريقي للتنمية             | ?                    | ?                    |
|             | يونسكو                             | 2 سبتمبر 1993        | ?                    |
|             | الأمم المتحدة                      | 28 مايو 1993         | 14 ديسمبر 1955       |
|             | الاتحاد الدولي للاتصالات           | 6 أغسطس 1993         | 1866                 |
|             | منظمة الشرطة الجنائية الدولية      | ?                    | ?                    |
|             | البنك الدولي للإنشاء والتعمير      | 6 يوليو 1994         | 27 مارس 1947         |
|             | الاتحاد البريدي العالمي            | ?                    | ?                    |
|             | مؤسسة التنمية الدولية              | 6 يوليو 1994         | 24 سبتمبر 1960       |
|             | وكالة ضمان الاستثمار متعدد الأطراف | 10 سبتمبر 1996       | 29 أبريل 1988        |

## أعلام
هذه قائمة لبعض الشخصيات التي تربطها علاقات بالبلدين:
- إيطاليو إريتيريا
- إيناس بيليجريني (1954[20] – )
- لارا سانت باول (مغنية إيطالية، 30 أبريل 1945 – 8 مايو 2018)

## وصلات خارجية
- موقع وزارة الخارجية الإيطالية